# Francesco Armellini Pantalassi de’ Medici
Francesco Armellini Pantalissi de’ Medici, geboren als Francesco Pantalassi, (Perugia, 13 juli 1470 – Rome, - oktober 1527) was een Italiaans kardinaal van de Katholieke Kerk.

## Biografie
Francesco was de zoon van een koopman, die zijn fortuin verkregen had via leningen die niet werden terugbetaald. Toen een oom van moederskant hem aanstelde als zijn enige erfgenaam, besloot Francesco de achternaam Armellini aan te nemen.
Na zijn studies vestigde Francesco zich in Rome, waar hij werkzaam was als advocaat. Door paus Julius II werd hij aangesteld als diens persoonlijk secretaris alsmede als secretaris van het College van Kardinalen. Zijn inzicht in het opleggen en innen van belastingen trok de aandacht van paus Leo X, die uit dankbaarheid voor zijn hulp Francesco adopteerde binnen de de’ Medici familie, een naam die Francesco toevoegde aan zijn aangenomen familienaam.
Tijdens het consistorie van 1 juli 1517 werd Francesco tot kardinaal-priester gecreëerd, waarbij hem de titelkerk San Callisto werd toegewezen. In de daaropvolgende periode trad hij verschillende malen op als pauselijk legaat namens Leo X in onder meer de Marken en Frankrijk.
Dankzij onderhandelingen met kardinaal Innocenzo Cibo wist Francesco op 13 september 1521 de post van camerlengo tegen betaling te verkrijgen, een functie die hij tot aan zijn dood zou bekleden. Dit leidde bij de inwoners van Rome tot grote woede, omdat zij het Francesco kwalijk namen zich verrijkt te hebben door iedere keer nieuwe belastingen te introduceren. Tijdens het pontificaat van paus Adrianus VI lag de positie van Franceso ook binnen de Romeinse Curie onder vuur, waarbij de kardinalen hem zijn vrekkigheid en grote rijkdom verweten.
Onder paus Clemens VII werd het aanzien van Francesco aan het pauselijk hof weer hersteld. Zo opteerde hij voor de titelkerk Santa Maria in Trastevere en werd hij op 15 december 1525 gekozen tot aartsbisschop van Tarente en aangesteld als pro-vicekanselier van de Katholieke Kerk. Francesco’s impopulariteit bij de Romeinse bevolking bleef echter aanhouden o.a. door de invoering van belastingheffing op wijnen.
Tijdens de Plundering van Rome in 1527 verloor kardinaal Armellini de’ Medici al zijn bezittingen en was hij gedwongen samen met de paus onder te duiken in de Engelenburcht. Hier zou Francesco ook overlijden in oktober 1527. Zijn lichaam werd bijgezet in de Santa Maria in Trastevere.